# Conall mac Comgaill
Conall mac Comgaill – król Dalriady od około 558 r. n.e. do roku 574.
Syn Comgalla mac Domangairt, prawdopodobnie przekazał Iona we władanie Świętemu Kolumba. Pieśń Duan Albanach podaje, że okres jego rządów był spokojny, ale przekazy mówią o ekspedycji na 'Iardoaman' wraz z Irlandzkim królem Colmánem Bec mac Diarmato z południowej części klanu Uí Néill, informacja jest zawarta w Annałach Ulsteru w roczniku 568. Znacznie dłuższy zapis znajduje się w mniej wiernym prawdzie Kroniki Czterech Mistrzów, informując że; "Flota została zgromadzona przez Colmana Beg, syna Diarmaida, syna Fearghusa Cerrbheoila oraz przez Conalla syna Comgalla, Pana Dalriady i wyruszyła na Sol (Seil) i Ile (Islay), gdzie zdobyła wiele łupów". Na podstawie powyższych zapisów można się domyślić, że Conall rządził dzięki koalicji politycznej, której spójność była testowana.
Senchus fer n-Alban podaje że Conall miał siedmiu synów, Loingsech, Nechtan, Artan, Tuathan, Tutio oraz Coirpe. Jakkolwiek Connad Cerr jest uznawany za syna Conalla, oraz wiadomo jest o śmierci kolejnego syna, Dúnchada, wzmiankowanej w Rocznikach Ulsteru oraz Rocznikach Tigernach, z wzmianką, że prowadził armię "synów Gabrán" w Kintyre.